# Rue Duphot
Rue Duphot är en gata på gränsen mellan Quartier de la Place-Vendôme i första arrondissementet och Quartier de la Madeleine i åttonde arrondissementet i Paris. Gatan är uppkallad efter den franske generalen Léonard Duphot (1769–1797). Rue Duphot börjar vid Rue Saint-Honoré 382 och slutar vid Boulevard de la Madeleine 23.

## Bilder
| - Gatuskylt. - Léonard Duphot. - La Madeleine. |

## Omgivningar
- Église de la Madeleine
- L'Opéra Garnier
- Place Vendôme

## Kommunikationer
- Tunnelbana – linjerna    – Madeleine
- Tunnelbana – linjerna    – Concorde
- Busshållplats Madeleine – Paris bussnät, linjerna 45 52

### Webbkällor
- ”Rue Duphot”. Mairie de Paris. https://web.archive.org/web/20190905051536/http://www.v2asp.paris.fr/commun/v2asp/v2/nomenclature_voies/Voieactu/3028.nom.htm. Läst 25 oktober 2022.
- ”Rue Duphot”. Les rues de Paris. https://web.archive.org/web/20200106095514/http://www.parisrues.com/rues01/paris-01-rue-duphot.html. Läst 25 oktober 2022.